# Батерст (острво, Аустралија)
Батерст острво (Bathurst Island) је острво поред сјеверне обале Аустралије у саставу Сјеверне Територије (Northern Territory), површине од око 2 600 Km².
Острво је добило име по енглеском племићу Хенрију Батерсту (Henry Bathurst, 3rd Earl Bathurst), као и посебно острво у Канади (Батерст острво (Канада)).
Највеће насеље је Нгуиу (Nguiu) са око 1450 становника.